# Jaume Font i Andreu
Jaume Font i Andreu (Vic, Osona, 23 de gener de 1894 - Donostia, 13 de febrer de 1963) fou un religiós català que exercí com a bisbe de Zamora i de Sant Sebastià.

## Biografia
De jove estudià al Seminari de Vic el cicle d'Humanitats i Filosofia i, a causa dels seus dots intel·lectuals, fou enviat a acabar la seva carrera eclesiàstica a la Universitat Pontifícia de Comillas. Allà, estudià i es doctorà en Teologia i Dret canònic. S'ordenà sacerdot el 1916. Retornat a Vic ocupà diversos càrrecs en la cúria del bisbat, arribant a president dels tribunals qualificadors dels concursos de rectors (1923-1935), canonge de la catedral (1935), notari canceller de la cúria eclesiàstica (1935) i adjunt al vicari general (1936). Després de l'assassinat del aleshores vicari general Jaume Serra i Jordi, i en absència del bisbe, es feu càrrec del bisbat, fins que fou confirmat com a Vicari General des de Roma pel P. Joan Perelló i Pou, bisbe de Vic. El 1941, la Santa Seu el nomenà canonge doctoral i el 1942 ardiaca. El 1944, fou nomenat bisbe de Zamora. Amb la creació de les noves diòcesis al País Basc, el 1950, es feu càrrec del nou bisbat de Sant Sebastià. El febrer de 1963, després de tenir una recaiguda el l'afecció cardiaca que patia, va morir al seu Palau de Castilblanco, a Sant Sebastià.

## Reconeixements
El 1944 l'Ajuntament de Vic el nomenà fill predilecte de la ciutat. El 1955 se li concedí la Gran Creu de Sant Ramon de Penyafort. El 1961 se li imposà la medalla de la ciutat en la categoria d'argent.